# Список птиц Брунея
Орнитофауна Брунея включает 456 видов, среди которых четыре — эндемичных для страны (черногрудый личинкоед, бровастая джунглевая мухоловка, саравакский свистун, красноголовая питта), один — случайный залётный (длинноклювый американский бекасовидный веретенник), один — интродуцированный (сизый голубь). 25 видов имеют статус «глобально угрожаемых».
Список составлен на основе данных сайта Avibase. Русские названия приведены по данным русского раздела Википедии, недостающие — по сайту Avibase.

## Пеликанообразные—Pelecaniformes

### Олушевые—Sulidae
- Sula leucogaster — бурая олуша
- Sula sula — красноногая олуша

### Баклановые—Phalacrocoracidae
- Phalacrocorax carbo — большой баклан

### Змеешейки—Anhingidae
- Anhinga melanogaster — индийская змеешейка

### Фрегатовые—Fregatidae
- Fregata andrewsi — рождественский фрегат
- Fregata ariel — фрегат ариель
- Fregata minor — большой фрегат

## Аистообразные—Ciconiiformes

### Цаплевые—Ardeidae
- Ardea cinerea — серая цапля
- Ardea alba modesta
- Ardea purpurea — рыжая цапля
- Ardea sumatrana — малайская серая цапля
- Ardeola bacchus — белокрылая цапля
- Botaurus stellaris — большая выпь
- Bubulcus ibis — египетская цапля
- Butorides striata — зелёная кваква
- Egretta eulophotes — жёлтоклювая цапля
- Egretta garzetta — малая белая цапля
- Egretta intermedia — средняя белая цапля
- Egretta sacra — восточная рифовая цапля
- Gorsachius goisagi — японская выпь
- Gorsachius melanolophus — тигровая выпь
- Ixobrychus cinnamomeus — коричный волчок
- Ixobrychus eurhythmus — амурский волчок
- Ixobrychus flavicollis — мангровый волчок
- Nycticorax nycticorax — обыкновенная кваква

### Аистовые—Ciconiidae
- Ciconia stormi — малайский шерстистошейный аист
- Leptoptilos javanicus — яванский марабу

## Гусеобразные—Anseriformes

### Утиные—Anatidae
- Anas acuta — шилохвость
- Anas clypeata — широконоска
- Anas crecca — чирок-свистунок
- Anas platyrhynchos — кряква
- Anas querquedula — чирок-трескунок
- Aythya fuligula — хохлатая чернеть
- Dendrocygna javanica — индийская свистящая утка

## Соколообразные—Falconiformes

### Скопы—Pandionidae
- Pandion haliaetus — скопа

### Ястребиные—Accipitridae
- Accipiter gularis — японский перепелятник
- Accipiter nisus — ястреб-перепелятник
- Accipiter soloensis — короткопалый ястреб
- Accipiter trivirgatus — хохлатый ястреб
- Accipiter virgatus — малый перепелятник
- Aviceda jerdoni — азиатская база
- Butastur indicus — ястребиный канюк
- Circus cyaneus — полевой лунь
- Circus melanoleucos — пегий лунь
- Circus spilonotus — восточный болотный лунь
- Elanus caeruleus — чернокрылый дымчатый коршун
- Gyps bengalensis — бенгальский гриф
- Haliaeetus leucogaster — белобрюхий орлан
- Haliastur indus — браминский коршун
- Ictinaetus malayensis — орёл-яйцеед
- Ichthyophaga humilis — большой рыбный орёл, малый орлан-рыболов
- Ichthyophaga ichthyaetus — малый рыбный орёл
- Lophotriorchis kienerii — индийский ястребиный орёл
- Macheiramphus alcinus — широкоротый коршун
- Milvus migrans — чёрный коршун
- Nisaetus alboniger — хохлатый орёл Блифа
- Nisaetus cirrhatus — изменчивый хохлатый орёл
- Nisaetus nanus — джунглевый хохлатый орёл
- Pernis ptilorhynchus — хохлатый осоед
- Spilornis cheela — хохлатый змееяд
- Spilornis kinabaluensis — кинабалусский хохлатый змееяд

### Соколиные—Falconidae
- Falco peregrinus — сапсан
- Falco severus — восточный чеглок
- Falco tinnunculus — обыкновенная пустельга
- Microhierax fringillarius — черноногий сокол-крошка

## Курообразные—Galliformes

### Сорные куры—Megapodiidae
- Megapodius cumingii — филиппинский большеног

### Фазановые—Phasianidae
- Argusianus argus — фазан аргус
- Coturnix chinensis — расписной перепел
- Lophura bulweri — бульверова лофура
- Lophura erythrophthalma — вилохвостая лофура
- Lophura ignita — огненноспинная лофура
- Melanoperdix nigra
- Rollulus rouloul — венценосная куропатка

## Журавлеобразные—Gruiformes

### Настоящие журавли—Gruidae

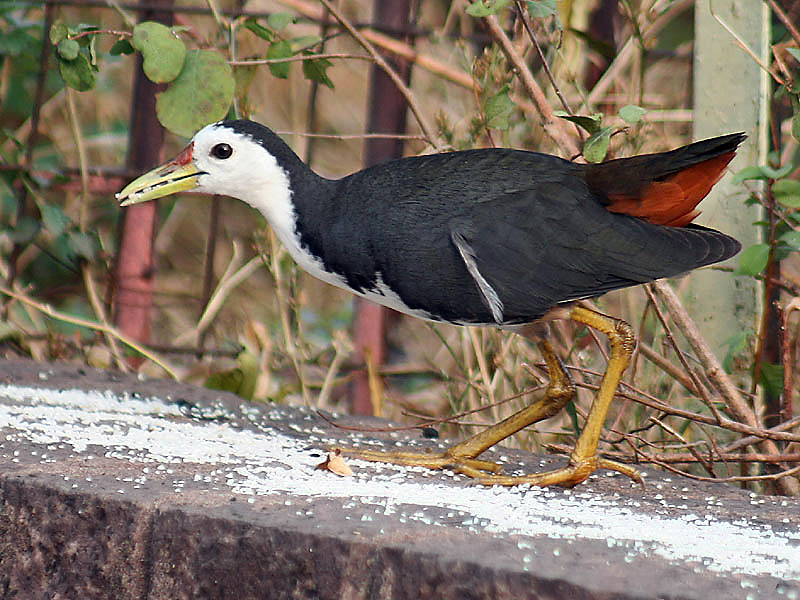
Белогрудый малый пастушок

- Grus antigone — индийский журавль

### Пастушковые—Rallidae
- Amaurornis phoenicurus — белогрудый малый пастушок
- Fulica atra — лысуха
- Gallicrex cinerea — рогатая камышница
- Gallinula chloropus — камышница
- Gallirallus striatus — серогрудый пастушок
- Porzana cinerea — белобровый погоныш
- Porzana pusilla — погоныш-крошка
- Rallina fasciata — красноногий полосатый погоныш
- Rallus aquaticus — водяной пастушок

## Ржанкообразные—Charadriiformes

### Цветные бекасы—Rostratulidae

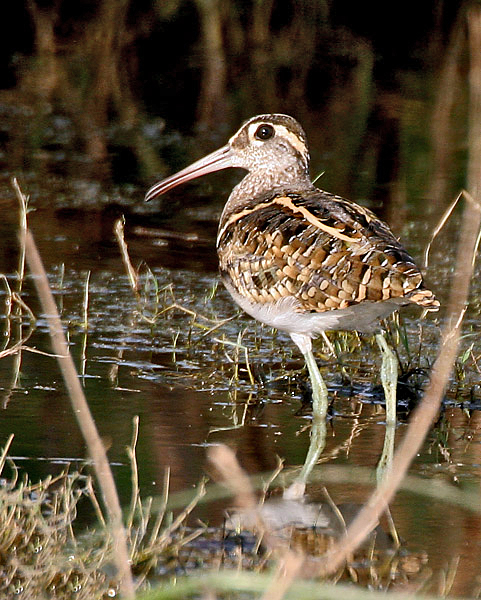
Цветной бекас

- Rostratula benghalensis — цветной бекас

### Шилоклювковые—Recurvirostridae
- Himantopus leucocephalus — белоголовый ходулочник

### Авдотковые—Burhinidae
- Esacus giganteus — рифовая авдотка

### Тиркушковые—Glareolidae
- Glareola maldivarum — восточная тиркушка

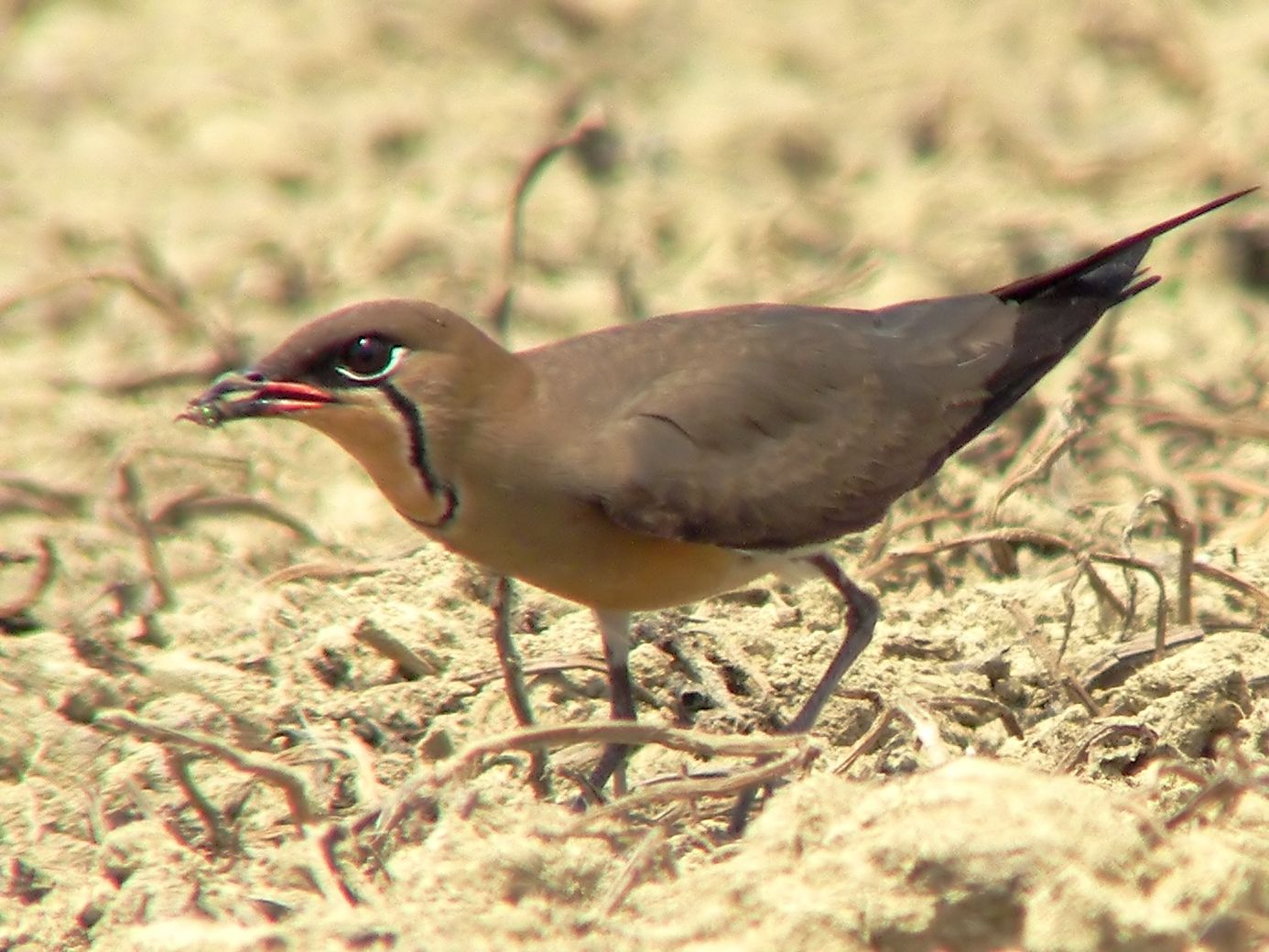
Восточная тиркушка

### Ржанковые—Charadriidae
- Charadrius alexandrinus — морской зуёк
- Charadrius dubius — малый зуёк
- Charadrius hiaticula — галстучник
- Charadrius leschenaultii — большеклювый зуёк
- Charadrius mongolus — монгольский зуёк
- Charadrius peronii - малайский зуёк
- Charadrius placidus — уссурийский зуёк
- Charadrius veredus — восточный зуёк
- Pluvialis fulva — бурокрылая ржанка

Азиатский бекасовидный веретенник

- Pluvialis squatarola — тулес
- Vanellus cinereus — серый чибис
- Vanellus vanellus — чибис

### Бекасовые—Scolopacidae
- Scolopax rusticola — вальдшнеп
- Gallinago gallinago — обыкновенный бекас
- Gallinago megala — лесной дупель
- Gallinago stenura — азиатский бекас
- Limnodromus scolopaceus — длинноклювый американский бекасовидный веретенник
- Limnodromus semipalmatus — азиатский бекасовидный веретенник
- Limosa lapponica — малый веретенник
- Limosa limosa — большой веретенник
- Numenius arquata — большой кроншнеп
- Numenius minutus — кроншнеп-малютка
- Numenius madagascariensis — дальневосточный кроншнеп
- Numenius phaeopus — средний кроншнеп
- Tringa erythropus — щёголь

- Tringa glareola — фифи
- Tringa nebularia — большой улит
- Tringa ochropus — черныш
- Tringa totanus — травник
- Tringa stagnatilis — поручейник
- Xenus cinereus — мородунка
- Actitis hypoleucos — перевозчик

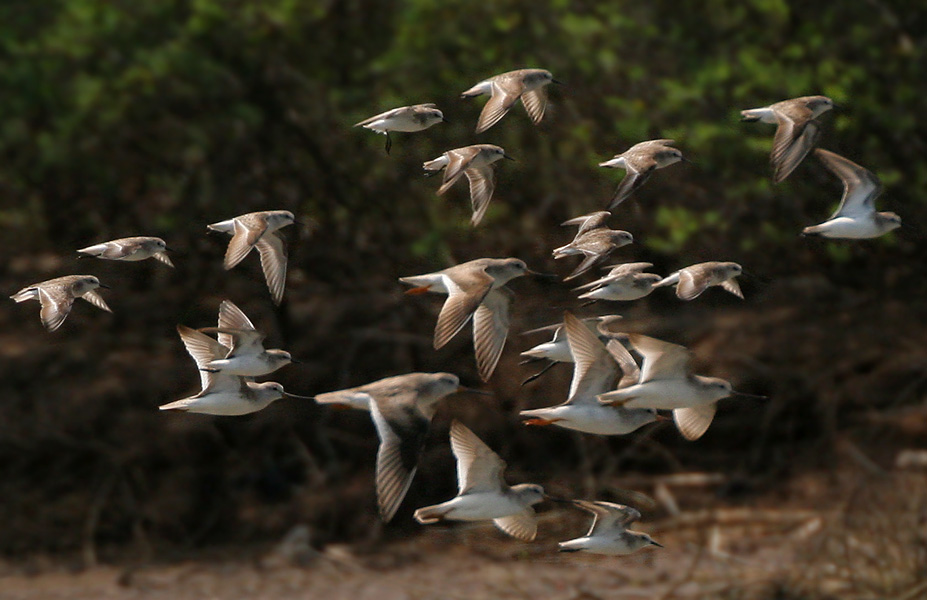
Мородунка

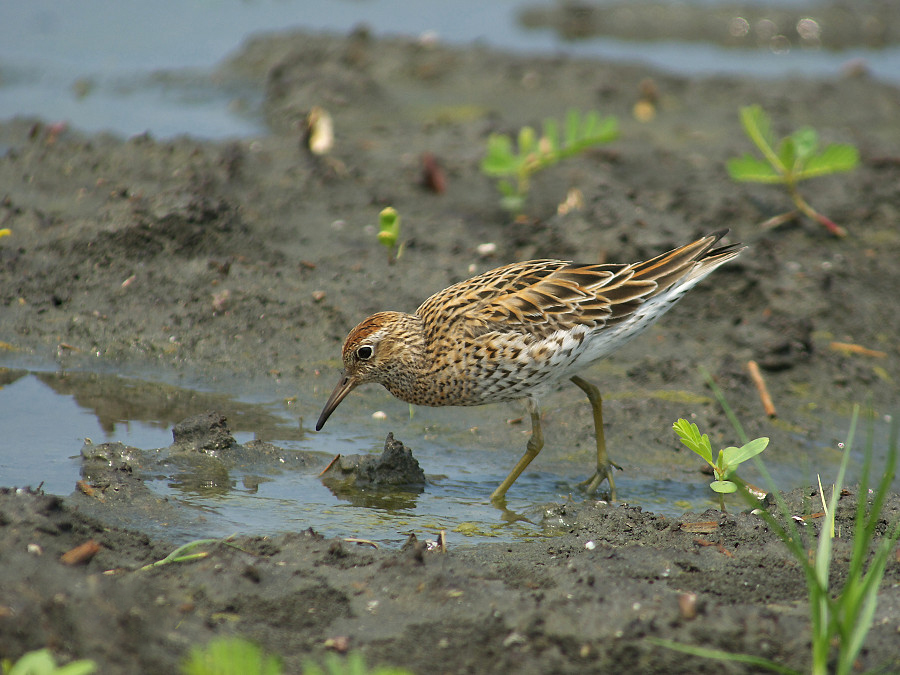
Острохвостый песочник

- Heteroscelus brevipes — пепельный улит
- Arenaria interpres — камнешарка
- Calidris acuminata — острохвостый песочник
- Calidris alba — песчанка
- Calidris alpina — чернозобик
- Calidris canutus — исландский песочник
- Calidris ferruginea — краснозобик
- Calidris minuta — кулик-воробей
- Calidris ruficollis — песочник-красношейка
- Calidris subminuta — длиннопалый песочник
- Calidris temminckii — белохвостый песочник

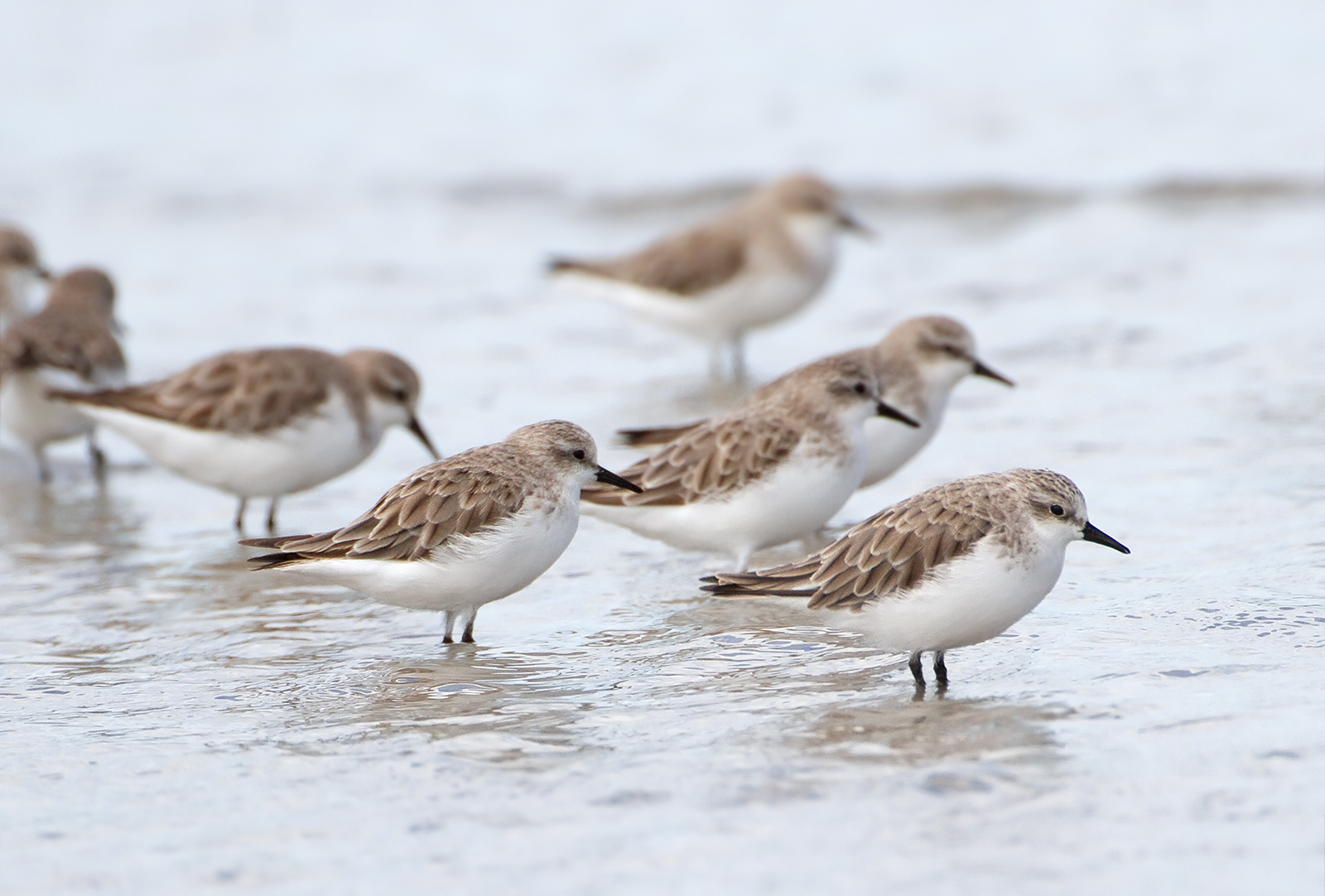
Песочник-красношейка

- Calidris tenuirostris — большой песочник
- Limicola falcinellus — грязовик
- Phalaropus lobatus — круглоносый плавунчик
- Philomachus pugnax — турухтан

### Поморниковые—Stercorariidae

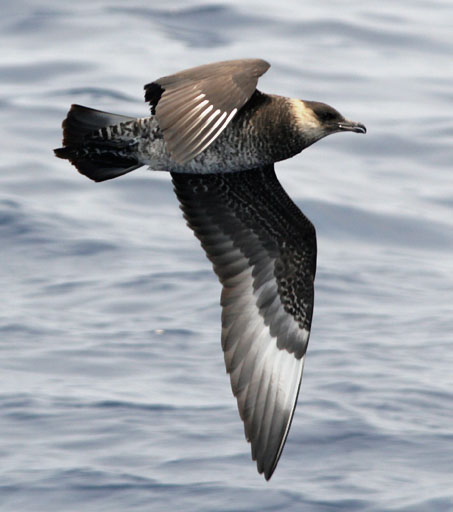
Средний поморник

- Stercorarius pomarinus — средний поморник

### Чайковые—Laridae
- Larus ridibundus — озёрная чайка

### Крачковые—Sternidae
- Anous stolidus — обыкновенная глупая крачка
- Chlidonias hybridus — белощёкая крачка
- Chlidonias leucopterus — белокрылая крачка
- Gelochelidon nilotica — чайконосая крачка
- Hydroprogne caspia - чеграва
- Sterna albifrons — малая крачка
- Sterna anaethetus — бурокрылая крачка
- Sterna bengalensis — малая хохлатая крачка
- Sterna bergii — крачка Берга
- Sterna dougallii — розовая крачка
- Sterna hirundo — обыкновенная крачка
- Sterna sumatrana — светлая крачка

## Голубеобразные—Columbiformes

### Голубиные—Columbidae
- Columba livia — сизый голубь

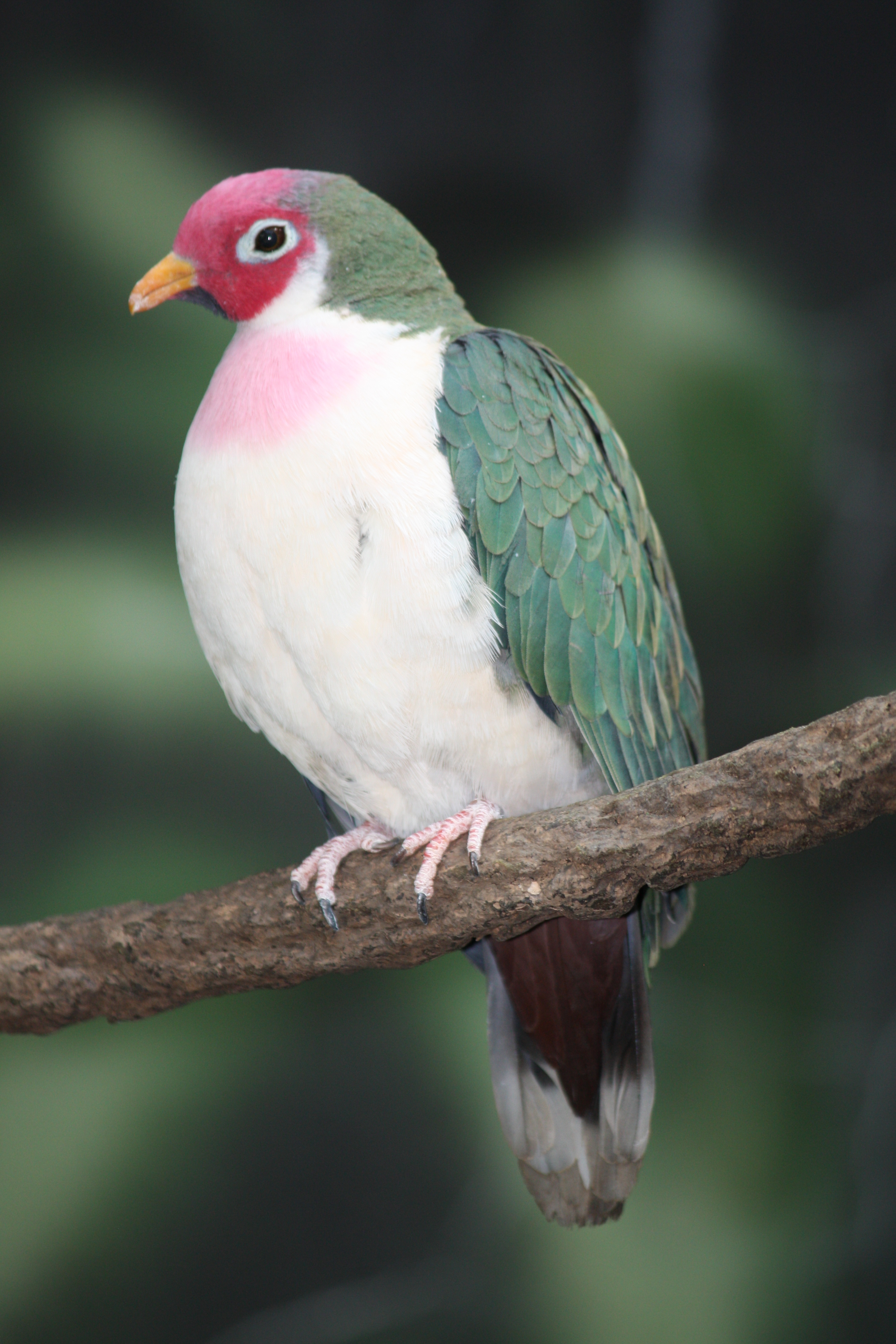
Розовоголовый пёстрый голубь

- Columba vitiensis — белогорлый голубь
- Streptopelia bitorquata — двукольчатая горлица
- Streptopelia chinensis — пятнистая, или китайская, горлица
- Macropygia emiliana — индонезийская горлица
- Macropygia ruficeps — малая кукушковая горлица
- Chalcophaps indica — изумрудный голубь
- Caloenas nicobarica — гривистый голубь
- Treron capellei — большой зелёный голубь
- Treron curvirostra — толстоклювый зелёный голубь
- Treron fulvicollis — каштановоголовый зелёный голубь
- Treron olax — малый зелёный голубь
- Treron vernans — розовошейный зелёный голубь
- Ptilinopus jambu — розовоголовый пёстрый голубь
- Ducula aenea — мускатный плодоядный голубь
- Ducula pickeringii — серый плодоядный голубь
- Ducula badia — горный плодоядный голубь
- Ducula bicolor — двуцветный фруктовый голубь

## Попугаеобразные—Psittaciformes

### Попугаевые—Psittacidae
- Psittinus cyanurus — красноплечий попугай
- Psittacula longicauda — нитехвостый кольчатый попугай
- Loriculus galgulus — синеголовый висячий попугайчик

## Кукушкообразные—Cuculiformes

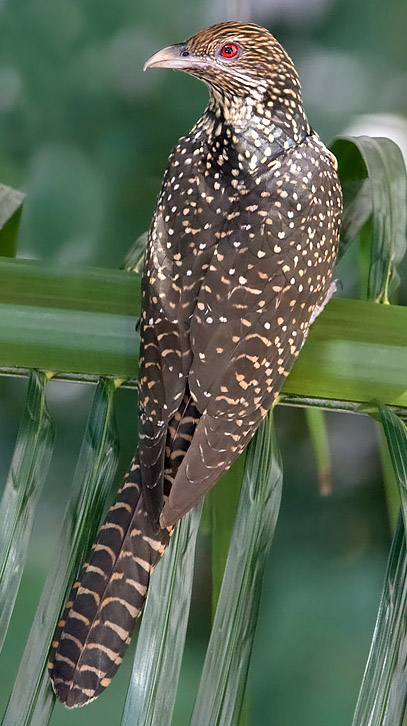
Коэль

### Кукушковые—Cuculidae
- Cuculus sparverioides — большая ястребиная кукушка
- Cuculus vagans — бородатая кукушка
- Cuculus fugax — ширококрылая кукушка
- Cuculus micropterus — индийская кукушка
- Cuculus saturatus — глухая кукушка
- Cacomantis sonneratii — малая кольчатая кукушка
- Cacomantis merulinus — жалобная кукушка
- Chrysococcyx basalis — краснохвостая бронзовая кукушка
- Chrysococcyx minutillus — малая бронзовая кукушка
- Chrysococcyx xanthorhynchus — фиолетовая бронзовая кукушка
- Eudynamys scolopaceus — коэль
- Phaenicophaeus diardi — чернобрюхая кустарниковая кукушка
- Phaenicophaeus sumatranus — рыжебрюхая кустарниковая кукушка
- Phaenicophaeus chlorophaeus — малайская кустарниковая кукушка
- Phaenicophaeus javanicus — красноклювая кустарниковая кукушка
- Phaenicophaeus curvirostris — каштановогрудая кустарниковая кукушка
- Carpococcyx radiatus — малайская земляная кукушка
- Centropus rectunguis — короткопалая шпорцевая кукушка
- Centropus sinensis — шпорцевая кукушка
- Centropus bengalensis — малая шпорцевая кукушка

## Совообразные—Strigiformes

### Сипуховые—Tytonidae

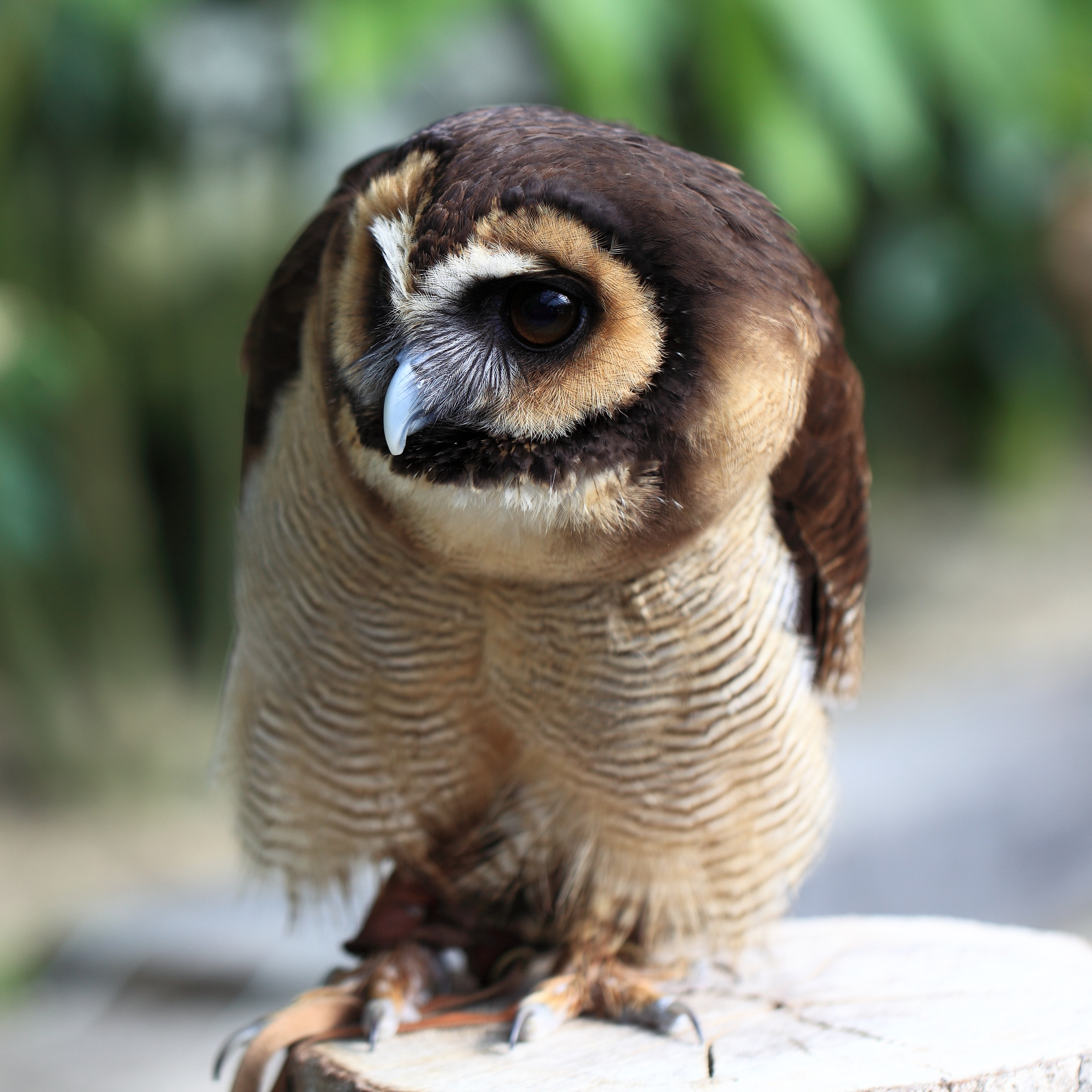
Малайская неясыть

- Phodilus badius — восточная масковая сипуха

### Совиные—Strigidae
- Otus lempiji — Совка Санда
- Otus rufescens — красноватая совка
- Otus spilocephalus — пятнистая совка
- Bubo sumatranus — малайский филин
- Ketupa ketupu — малайский рыбный филин
- Strix leptogrammica — малайская неясыть
- Glaucidium brodiei — ошейниковый воробьиный сыч
- Ninox scutulata — иглоногая сова
- Asio flammeus — болотная сова

## Козодоеобразные—Caprimulgiformes

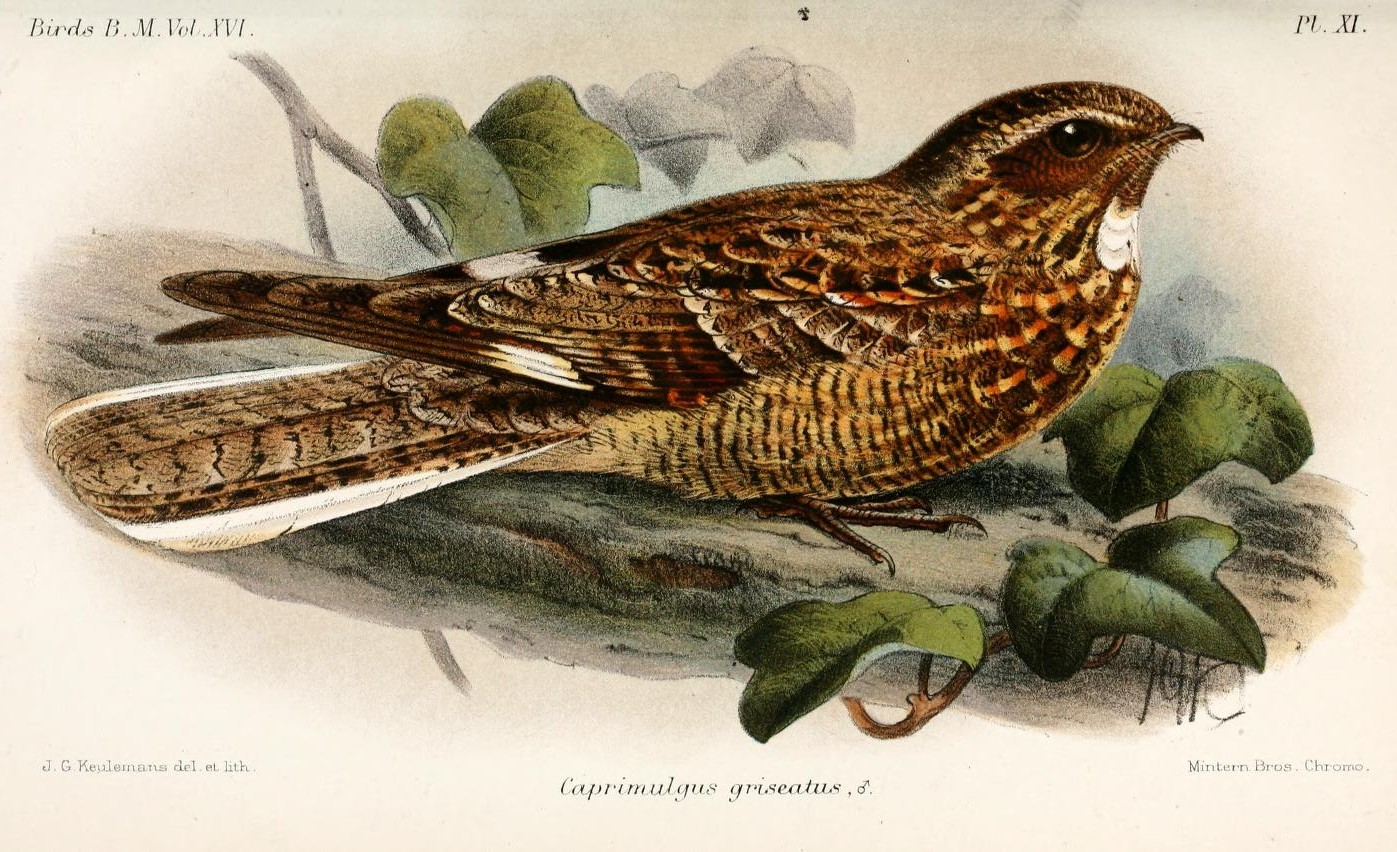
Саванный козодой

### Совиные козодои—Podargidae
- Batrachostomus auritus — ушастый лягушкорот
- Batrachostomus cornutus — сундский лягушкорот
- Batrachostomus javensis — яванский лягушкорот
- Batrachostomus poliolophus — сероголовый лягушкорот
- Batrachostomus stellatus — чешуйчатый лягушкорот

### Настоящие козодои—Caprimulgidae
- Eurostopodus temminckii
- Caprimulgus affinis — саванный козодой
- Caprimulgus concretus — бонапартов козодой
- Caprimulgus indicus — большой козодой
- Caprimulgus macrurus — козодой Хорсфильда

## Стрижеобразные—Apodiformes

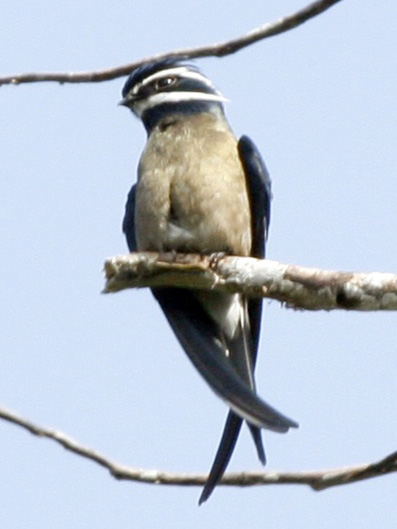
Ушастый древесный стриж

### Стрижиные—Apodidae
- Collocalia esculenta — белобрюхая салангана
- Collocalia vanikorensis — серая салангана
- Aerodramus maximus — чёрногнёздная салангана
- Aerodramus fuciphagus — салангана-водорослеед
- Rhaphidura leucopygialis — белохвостый иглохвост
- Hirundapus caudacutus — иглохвостый стриж
- Hirundapus giganteus — большой колючехвост
- Cypsiurus balasiensis — азиатский пальмовый стриж
- Apus nipalensis — домовой стриж
- Apus pacificus — белопоясничный стриж

### Древесные стрижи—Hemiprocnidae
- Hemiprocne cornata — ушастый древесный стриж
- Hemiprocne longipennis — хохлатый древесный стриж

## Трогоновые—Trogoniformes

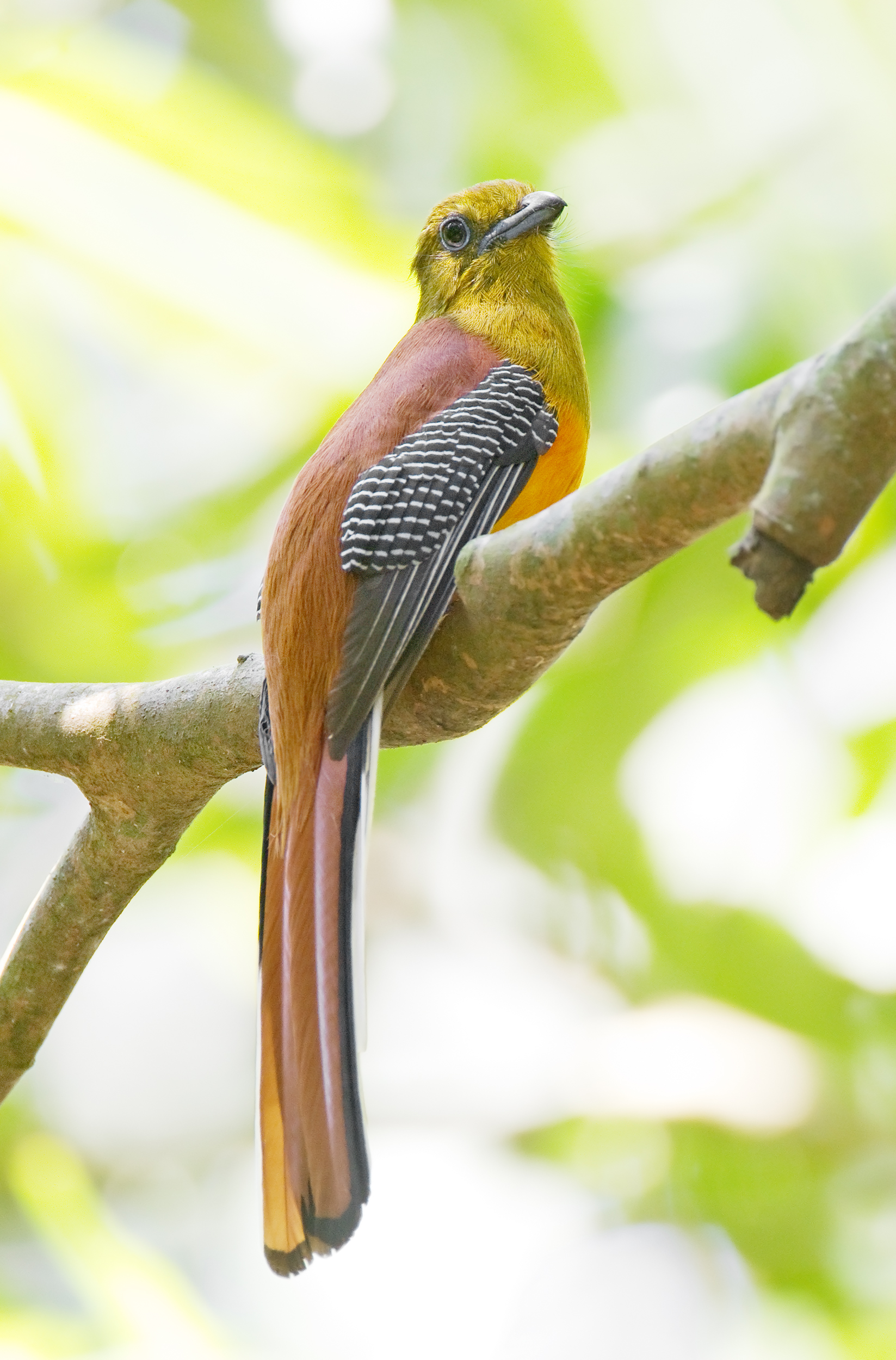
Зеленоголовый азиатский трогон

### Трогоновые— Trogonidae
- Harpactes diardii — ожерелковый азиатский трогон
- Harpactes duvaucelii — красногузый азиатский трогон
- Harpactes kasumba — краснозатылочный азиатский трогон
- Harpactes oreskios — зеленоголовый азиатский трогон
- Harpactes orrhophaeus — коричневогузый азиатский трогон

## Ракшеобразные—Coraciiformes

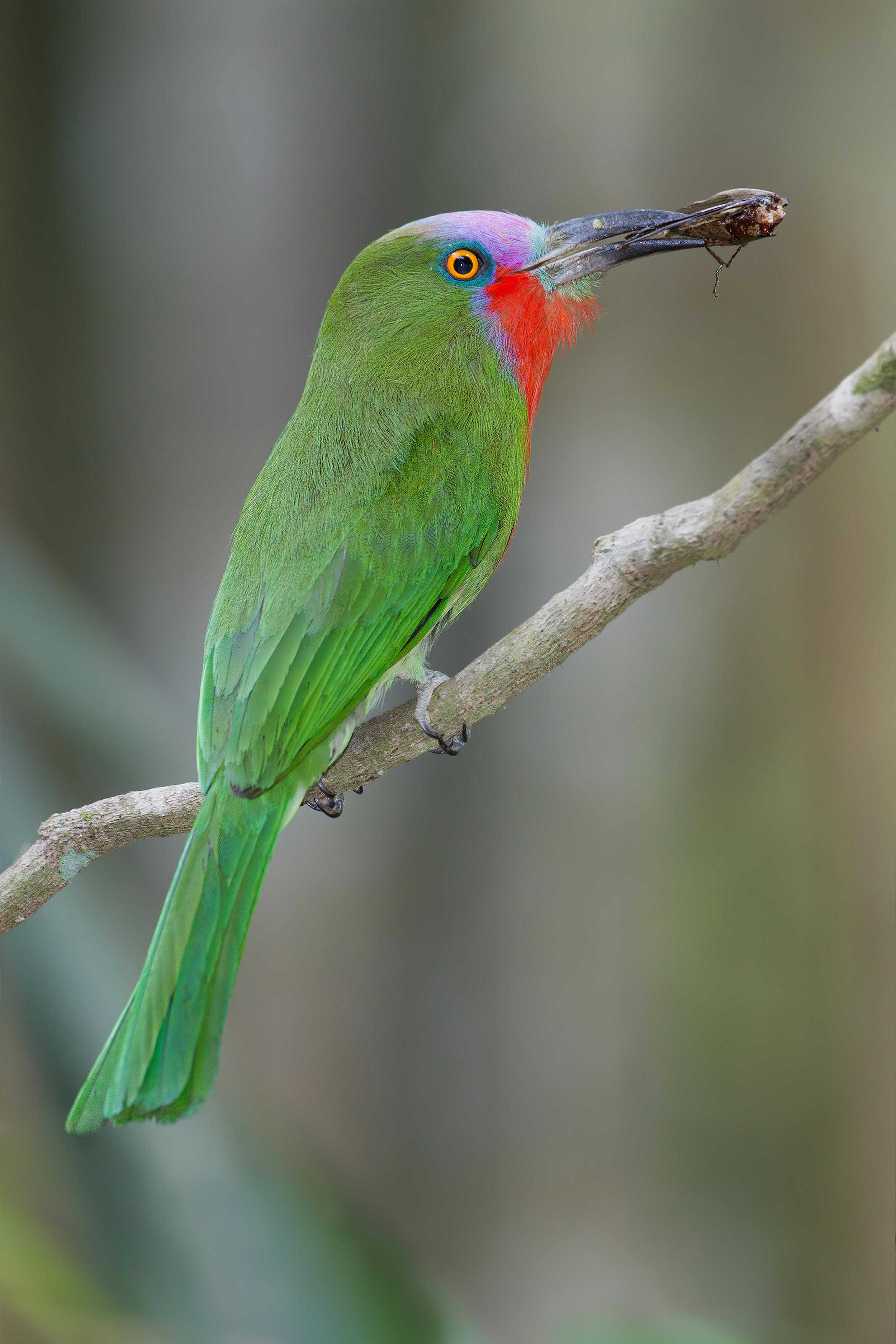
Краснобородая ночная щурка

### Зимородковые— Alcedinidae
- Alcedo atthis — обыкновенный зимородок
- Alcedo meninting — синеухий зимородок
- Alcedo euryzona — полосатогрудый зимородок
- Ceyx erithacus - трёхпалый лесной зимородок
- Ceyx rufidorsa — крошечный лесной зимородок, рубиновый зимородок
- Lacedo pulchella — полосатый зимородок
- Pelargopsis capensis — аистоклювый гуриал
- Halcyon coromanda — пламенная альциона
- Halcyon pileata — ошейниковая альциона
- Todirhamphus chloris — белошейная альциона
- Actenoides concretus — малайская альциона

### Щурковые—Meropidae
- Merops viridis — малайская щурка
- Nyctyornis amictus — краснобородая ночная щурка

### Сизоворонковые—Coraciidae
- Eurystomus orientalis — восточный широкорот

### Удодовые—Upupidae
- Upupa epops — удод

### Птицы-носороги—Bucerotidae
- Anthracoceros albirostris — азиатская птица-носорог
- Anthracoceros malayanus — чёрная птица-носорог
- Buceros rhinoceros — малайский гомрай
- Rhinoplax vigil — шлемоклювый калао
- Anorrhinus galeritus — короткочубый калао
- Berenicornis comatus — белохохлый калао
- Aceros corrugatus — морщинистый калао
- Rhyticeros undulatus — волнистый калао

## Дятлообразные—Piciformes

### Азиатские дятлы—Megalaimidae
- Megalaima australis — синеухий бородастик
- Megalaima chrysopogon — золотистощёкий бородастик
- Megalaima henricii — жёлтошапочный бородастик
- Megalaima mystacophanos — пёстроголовый бородастик
- Megalaima rafflesii — многоцветный бородастик
- Caloramphus fuliginosus — бурый бородастик

### Мёдоуказчиковые—Indicatoridae
- Indicator archipelagicus — малайский мёдоуказчик

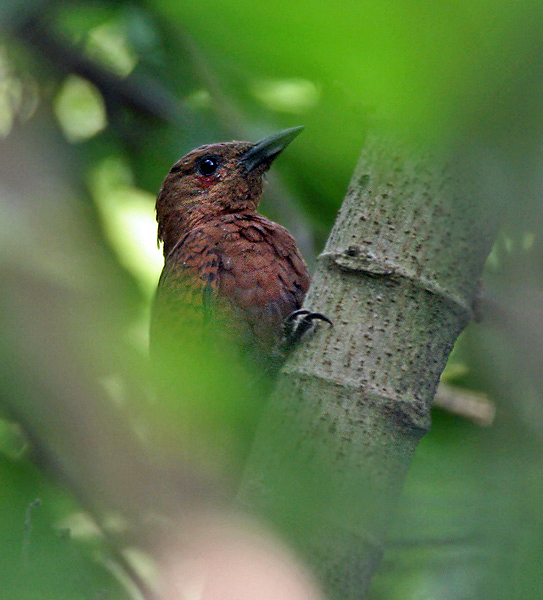
Рыжий дятел

### Дятловые—Picidae
- Dendrocopos moluccensis — малайзийский дятел
- Micropternus brachyurus — рыжий дятел
- Dryocopus javensis — белобрюхая желна
- Picus mineaceus — краснополосый зелёный дятел
- Picus puniceus — краснокрылый зелёный дятел
- Picus mentalis — пятнистый зелёный дятел
- Dinopium rafflesii — оливковый индо-малайский дятел
- Dinopium javanense — золотоспинный индо-малайский дятел
- Blythipicus rubiginosus — малый блитов дятел
- Reinwardtipicus validus — оранжевоспинный султанский дятел
- Meiglyptes tristis — жёлтопоясничный волнистый дятел
- Meiglyptes tukki — коричневошейный волнистый дятел
- Hemicircus concretus — малайзийский волнистый дятел
- Mulleripicus pulverulentus — большой мюллеров дятел
- Sasia abnormis — малайский рыжий дятелок

## Воробьинообразные—Passeriformes

### Рогоклювые—Eurylaimidae
- Corydon sumatranus — бурый ширококлюв
- Cymbirhynchus macrorhynchos — краснобрюхий рогоклюв
- Eurylaimus javanicus — яванский рогоклюв

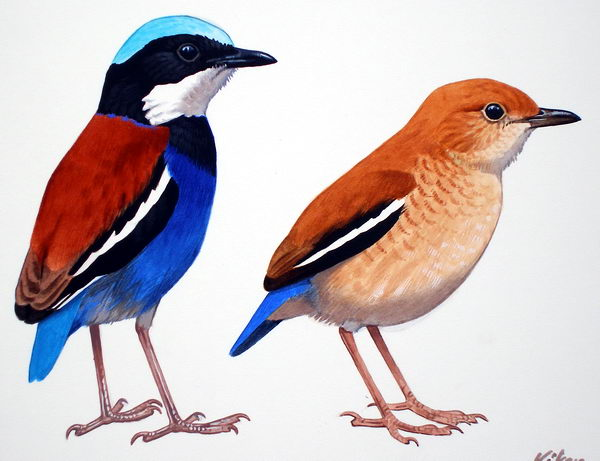
Синеголовая питта

- Eurylaimus ochromalus — чёрно-жёлтый рогоклюв
- Psarisomus dalhousiae — длиннохвостый ширококлюв
- Calyptomena viridis — малый зелёный рогоклюв

### Питтовые—Pittidae
- Pitta arquata — красноголовая питта
- Pitta baudii — синеголовая питта
- Pitta caerulea — большая питта
- Pitta granatina — гранатовая питта
- Pitta guajana — синехвостая питта
- Pitta moluccensis — молуккская питта
- Pitta nympha — питта-нимфа
- Pitta sordida — черноголовая питта

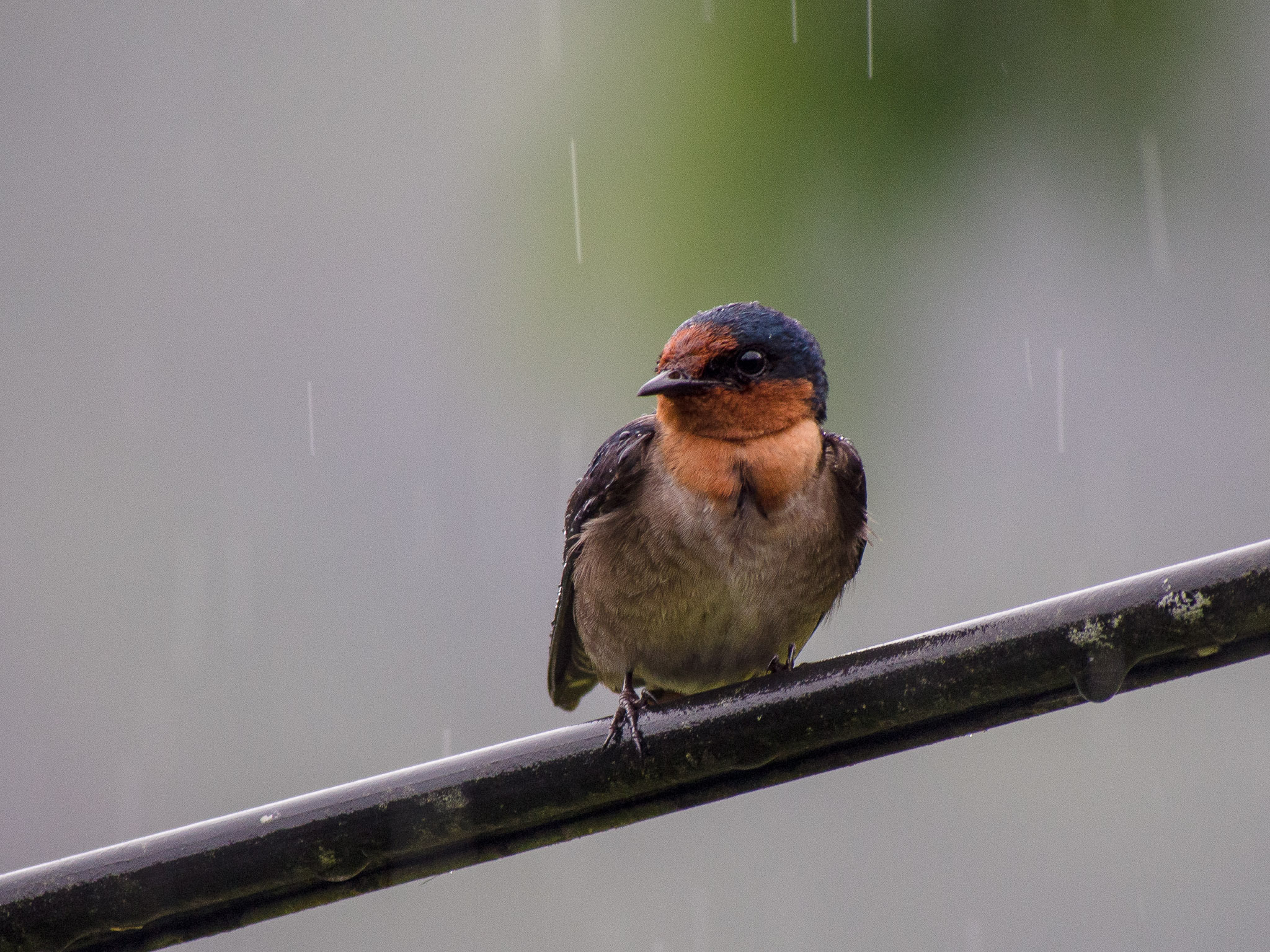
Коричневогорлая ласточка

### Ласточковые—Hirundinidae
- Riparia riparia — береговушка
- Hirundo rustica — деревенская ласточка
- Hirundo tahitica — коричневогорлая ласточка
- Cecropis daurica — рыжепоясничная ласточка

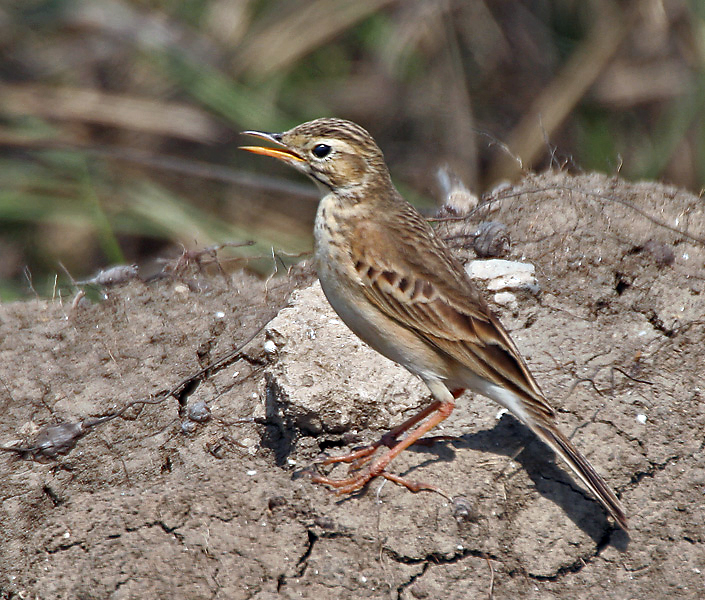
Рисовый конёк

### Трясогузковые—Motacillidae
- Motacilla alba — белая трясогузка
- Motacilla flava — жёлтая трясогузка
- Motacilla cinerea — горная трясогузка
- Anthus rufulus — рисовый конёк
- Anthus hodgsoni — пятнистый конёк
- Anthus gustavi — сибирский конёк
- Anthus cervinus — краснозобый конёк

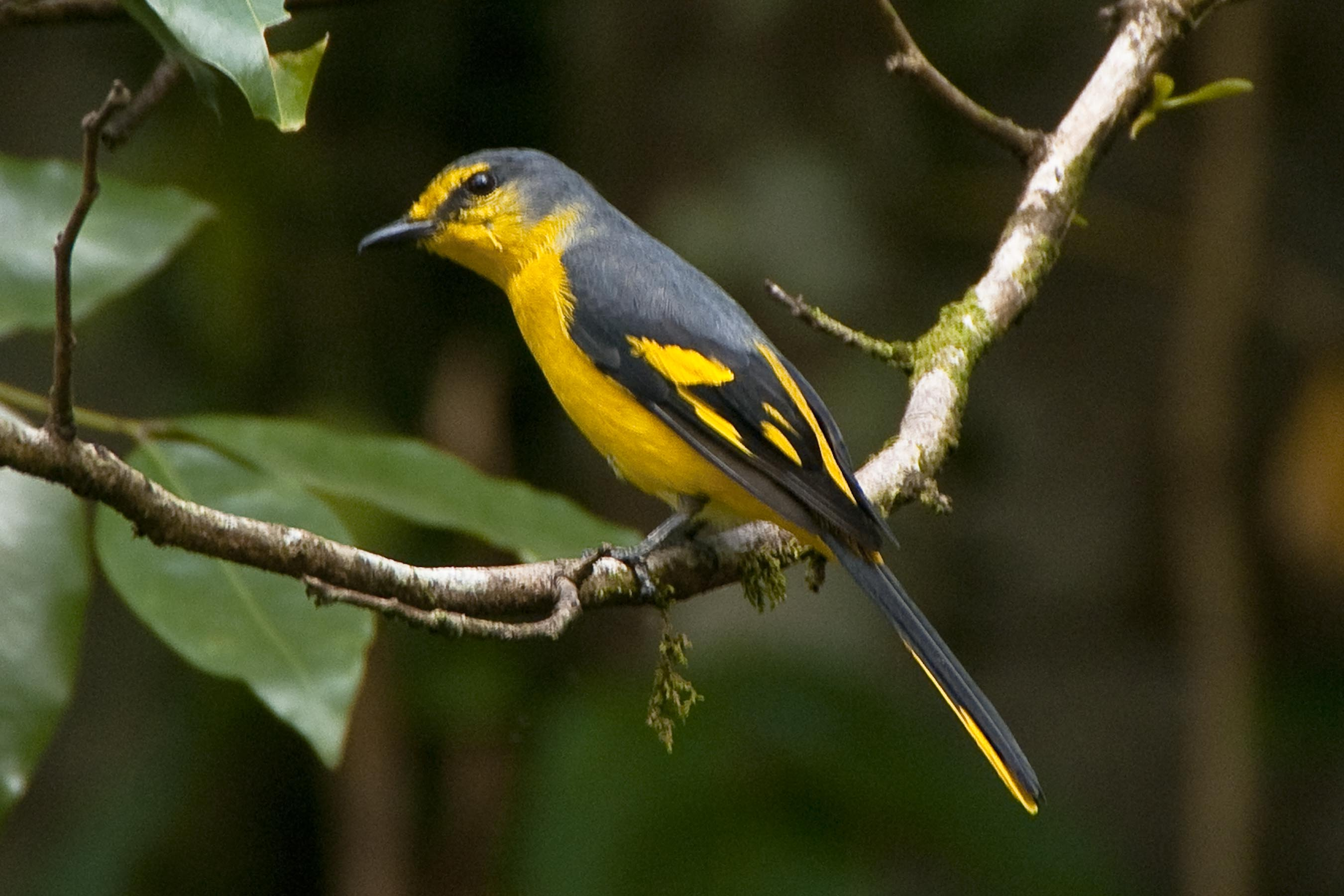
Огненнобрюхий длиннохвостый личинкоед

### Личинкоедовые—Campephagidae
- Coracina fimbriata — карликовый сорокопутовый личинкоед
- Coracina striata — полосатобрюхий сорокопутовый личинкоед
- Lalage nigra — белолобый личинкоед-свистун
- Pericrocotus flammeus — огненнобрюхий длиннохвостый личинкоед
- Pericrocotus igneus
- Pericrocotus solaris — серогорлый длиннохвостый личинкоед
- Hemipus hirundinaceus — чернокрылый мухоловковый личинкоед
- Hemipus picatus — буроспинный мухоловковый личинкоед

### Eupetidae
- Eupetes macrocerus

### Бюльбюлевые—Pycnonotidae

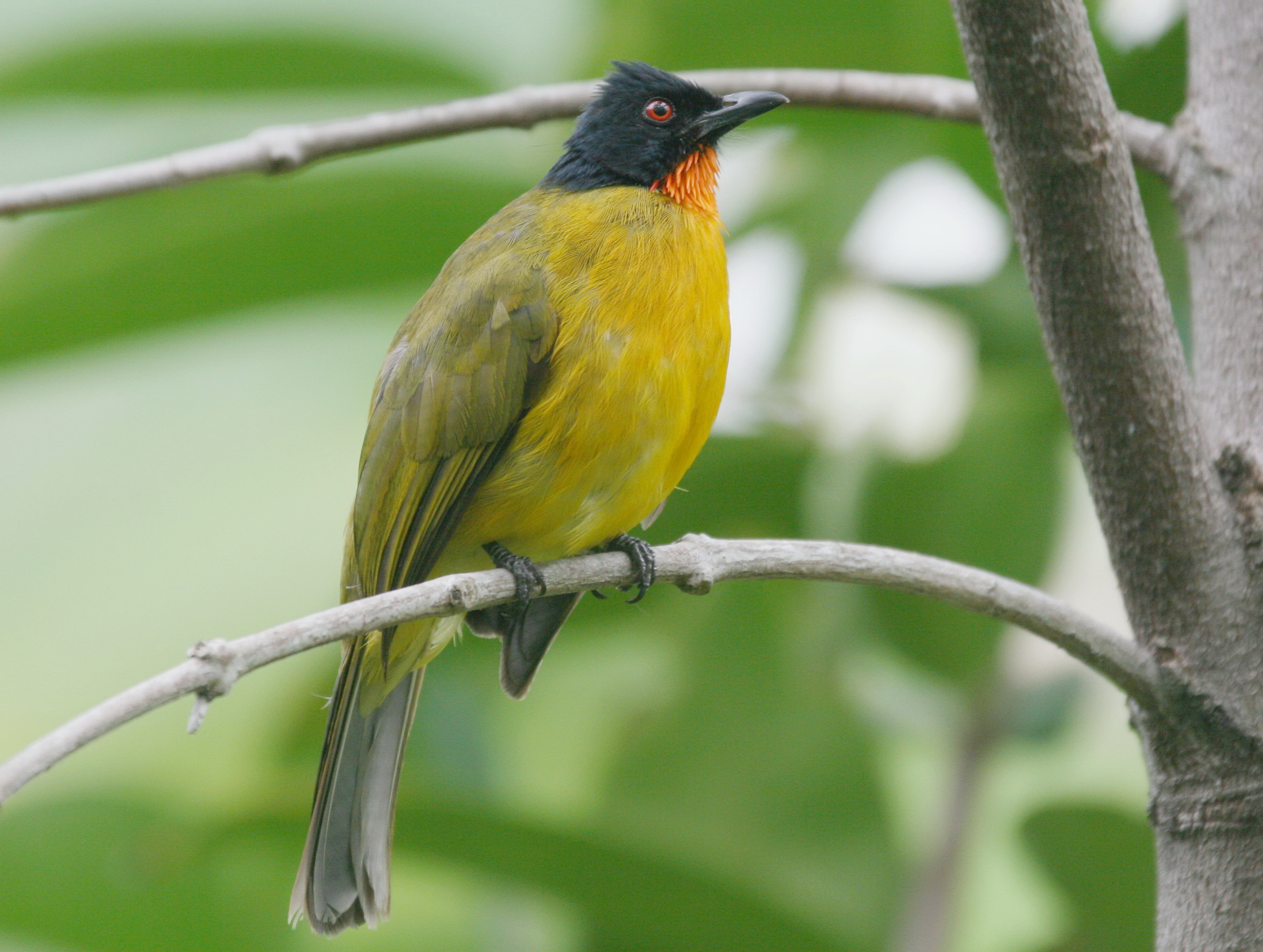
Золотогрудый настоящий бюльбюль

- Pycnonotus atriceps — черноголовый настоящий бюльбюль
- Pycnonotus brunneus — красноглазый настоящий бюльбюль
- Pycnonotus cyaniventris — серобрюхий настоящий бюльбюль
- Pycnonotus erythropthalmos — малый настоящий бюльбюль

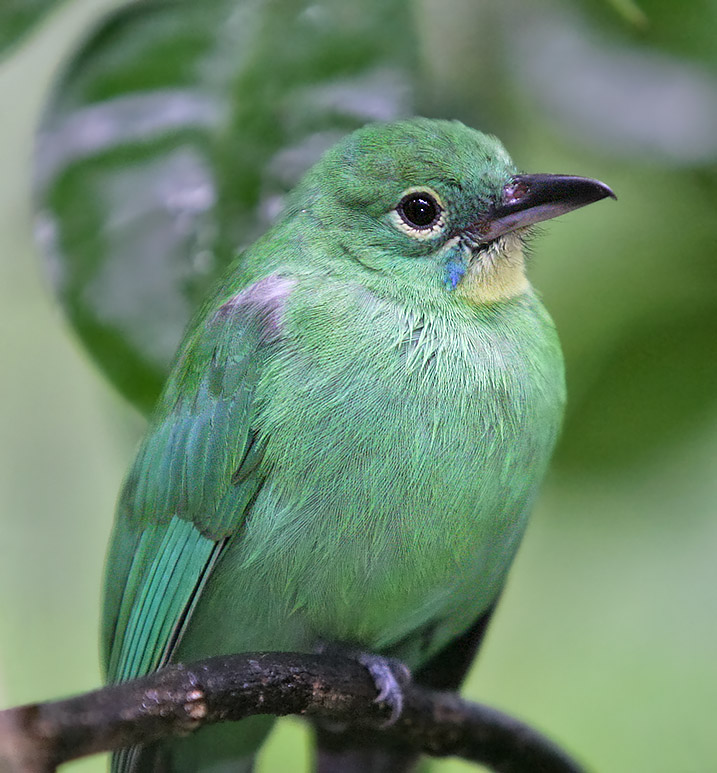
Большая листовка

- Pycnonotus goiavier — желтобрюхий настоящий бюльбюль
- Pycnonotus melanicterus — золотогрудый настоящий бюльбюль
- Pycnonotus melanoleucus — пегий настоящий бюльбюль
- Pycnonotus plumosus — малайский настоящий бюльбюль
- Pycnonotus simplex — белоглазый настоящий бюльбюль
- Pycnonotus squamatus — чешуйчатый настоящий бюльбюль
- Pycnonotus zeylanicus — жёлтошапочный настоящий бюльбюль
- Alophoixus bres
- Alophoixus phaeocephalus
- Setornis criniger — крючкоклювый бюльбюль
- Tricholestes criniger — малайский бюльбюль
- Iole olivacea — оливковый бюльбюль
- Ixos malaccensis

### Листовковые—Chloropseidae
- Chloropsis sonnerati — большая листовка
- Chloropsis cyanopogon — малая листовка
- Chloropsis cochinchinensis — синекрылая листовка

### Йоровые—Aegithinidae
- Aegithina tiphia — чернокрылая йора
- Aegithina viridissima — зелёная йора

### Дроздовые—Turdidae
- Monticola solitarius — синий каменный дрозд
- Myophonus borneensis
- Zoothera citrina — оранжевоголовый дрозд
- Turdus poliocephalus — горный, или изменчивый, дрозд
- Turdus obscurus — оливковый дрозд
- Turdus pallidus — бледный дрозд
- Chlamydochaera jefferyi — черногрудый личинкоед
- Brachypteryx montana — белобровый короткокрылый дрозд

### Цистиколовые—Cisticolidae
- Prinia flaviventris — желтобрюхая приния

### Короткокрылые камышовки—Cettiidae

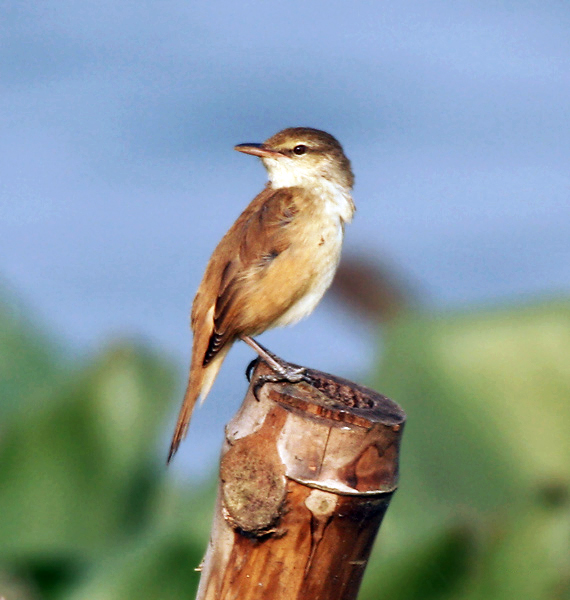
Восточная камышовка

- Cettia vulcania

### Megaluridae
- Locustella certhiola — певчий сверчок
- Locustella ochotensis — охотский сверчок

### Славковые—Sylviidae
- Acrocephalus orientalis — восточная камышовка
- Orthotomus cuculatus
- Orthotomus atrogularis — черногорлая славка-портниха
- Orthotomus sericeus — красноголовая славка-портниха
- Orthotomus ruficeps
- Phylloscopus borealis — пеночка-таловка
- Phylloscopus trivirgatus — горная пеночка
- Seicercus montis

### Мухоловковые—Muscicapidae

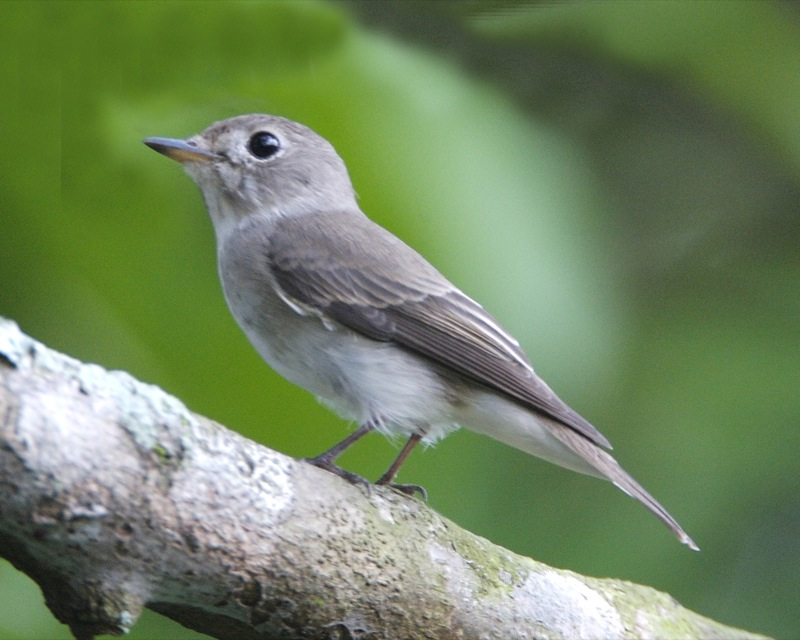
Ширококлювая мухоловка

- Rhinomyias brunneata — бурогрудая джунглевая мухоловка
- Rhinomyias gularis — бровастая джунглевая мухоловка
- Rhinomyias olivacea — рыжегрудая джунглевая мухоловка
- Rhinomyias ruficauda — рыжехвостая джунглевая мухоловка
- Rhinomyias umbratilis — серогрудая джунглевая мухоловка
- Muscicapa dauurica — ширококлювая мухоловка
- Muscicapa sibirica — сибирская мухоловка
- Ficedula dumetoria — оранжевогрудая мухоловка
- Ficedula hyperythra — снежнобровая мухоловка
- Ficedula mugimaki — таёжная мухоловка

- Ficedula parva — малая мухоловка
- Cyanoptila cyanomelana — синяя мухоловка
- Eumyias thalassina — мухоловка вердитерова

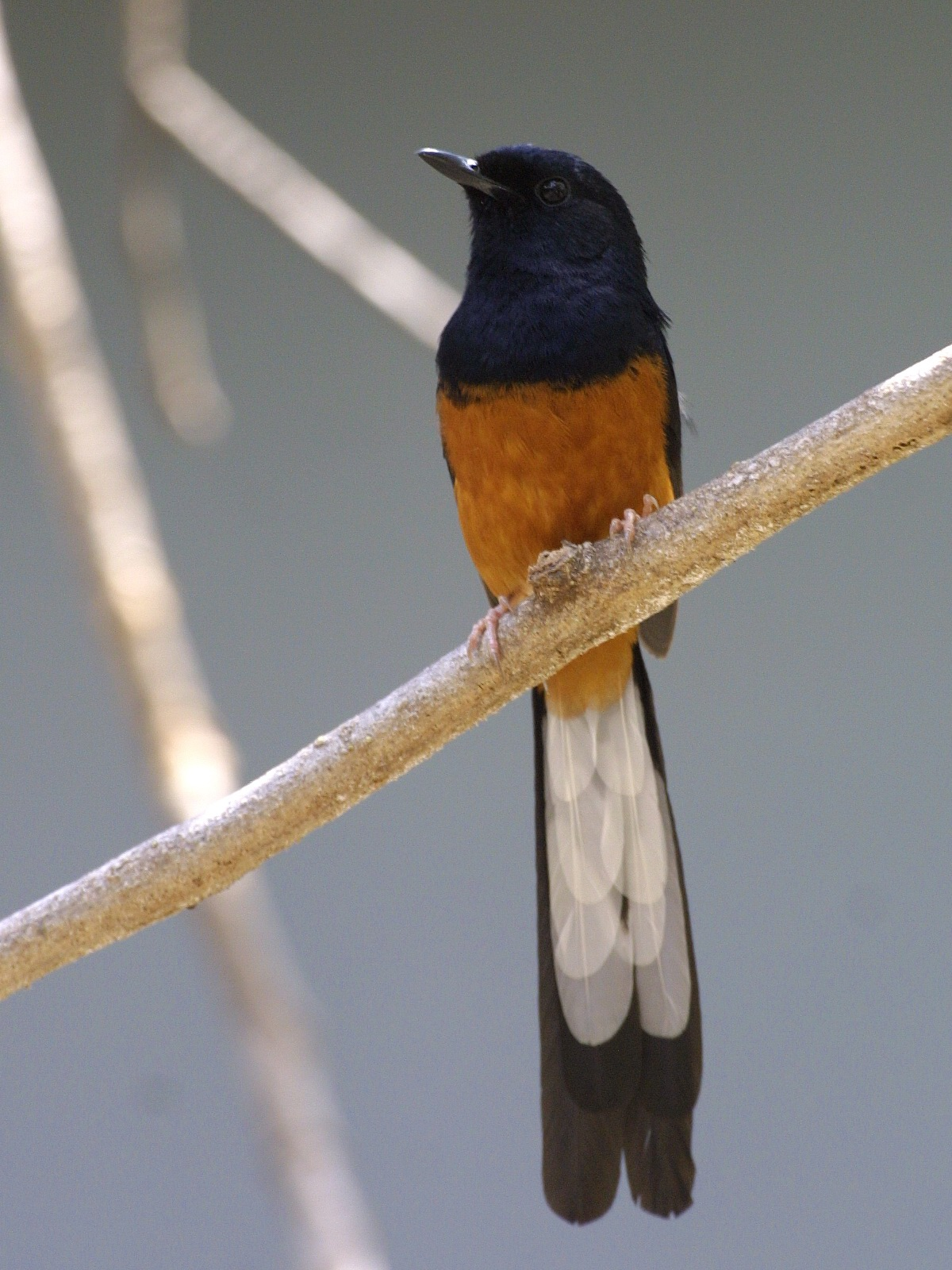
Белопоясничный шама-дрозд

- Cyornis banyumas — горная голубая мухоловка-циорнис
- Cyornis caerulatus — большеклювая голубая мухоловка-циорнис
- Cyornis rufigastra — мангровая голубая мухоловка-циорнис
- Cyornis superbus — борнеосская мухоловка-циорнис
- Cyornis turcosus — малайская мухоловка-циорнис
- Cyornis unicolor — светло-голубая мухоловка-циорнис
- Culicicapa ceylonensis — сероголовая канареечная мухоловка
- Luscinia calliope — соловей-красношейка
- Copsychus malabaricus — белопоясничный шама-дрозд
- Copsychus saularis — сорочий шама-дрозд
- Saxicola maura
- Enicurus leschenaulti — белошапочная вилохвостка

### Веерохвостки—Rhipiduridae

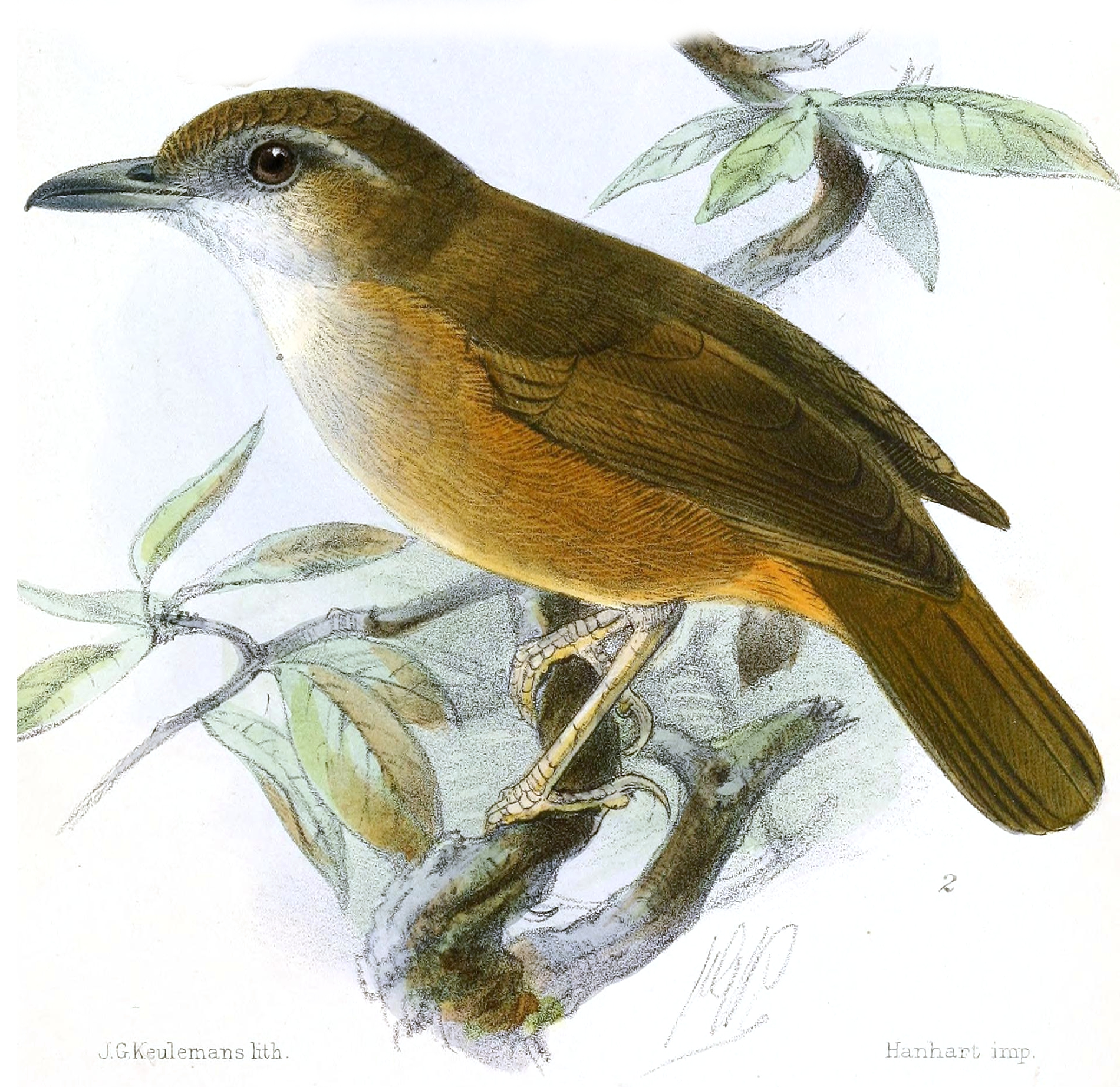
Краснохвостая мышиная тимелия

- Rhipidura albicollis — белогорлая веерохвостка
- Rhipidura javanica
- Rhipidura perlata

### Австралийские свистуны—Pachycephalidae
- Pachycephala grisola
- Pachycephala hypoxantha — саравакский свистун

### Тимелиевые—Timaliidae

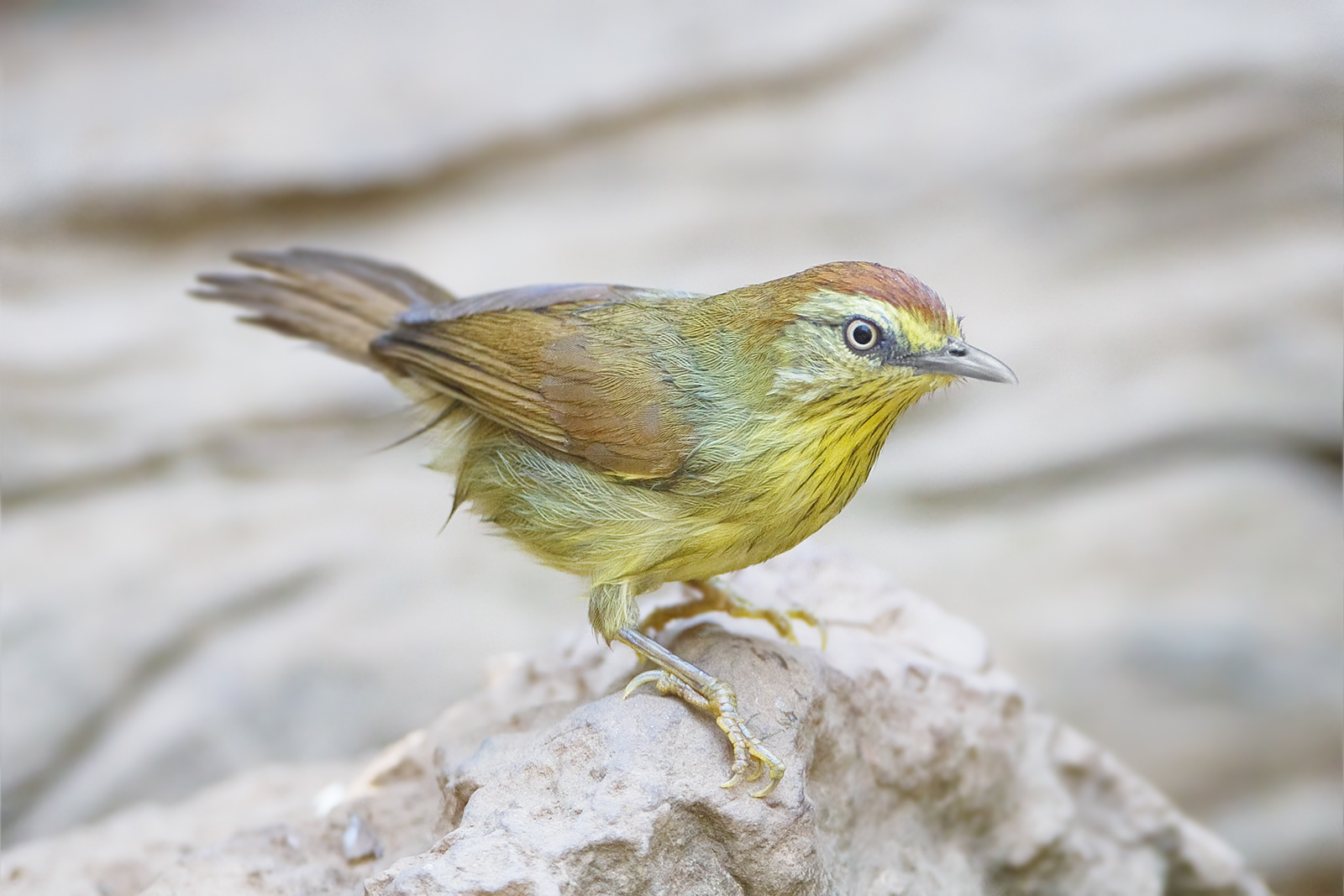
Желтогрудый синицевый бабблер

- Trichastoma bicolor — двуцветная мышиная тимелия
- Trichastoma rostratum — мангровая мышиная тимелия
- Malacocincla abbotti — краснохвостая мышиная тимелия
- Malacocincla malaccensis — короткохвостая мышиная тимелия
- Malacocincla sepiaria — таиландская мышиная тимелия
- Pellorneum capistratum — черношапочная земляная тимелия
- Pellorneum pyrrogenys
- Malacopteron affine — черношапочная кустарниковая тимелия
- Malacopteron albogulare — серогрудая кустарниковая тимелия
- Malacopteron cinereum — краснолобая кустарниковая тимелия
- Malacopteron magnirostre — усатая кустарниковая тимелия
- Malacopteron magnum — рыжеголовая кустарниковая тимелия
- Pomatorhinus montanus — красноспинная кривоклювая тимелия
- Ptilocichla leucogrammica — индонезийская волосатая тимелия
- Stachyris erythroptera
- Stachyris maculata
- Stachyris nigriceps — серогорлый бабблер
- Stachyris nigricollis
- Stachyris poliocephala
- Macronous gularis — желтогрудый синицевый бабблер
- Macronous ptilosus — пушистый синицевый бабблер
- Alcippe brunneicauda — бурохвостая альциппа

### Синицевые—Paridae
- Parus cinereus — серая синица

### Поползневые—Sittidae

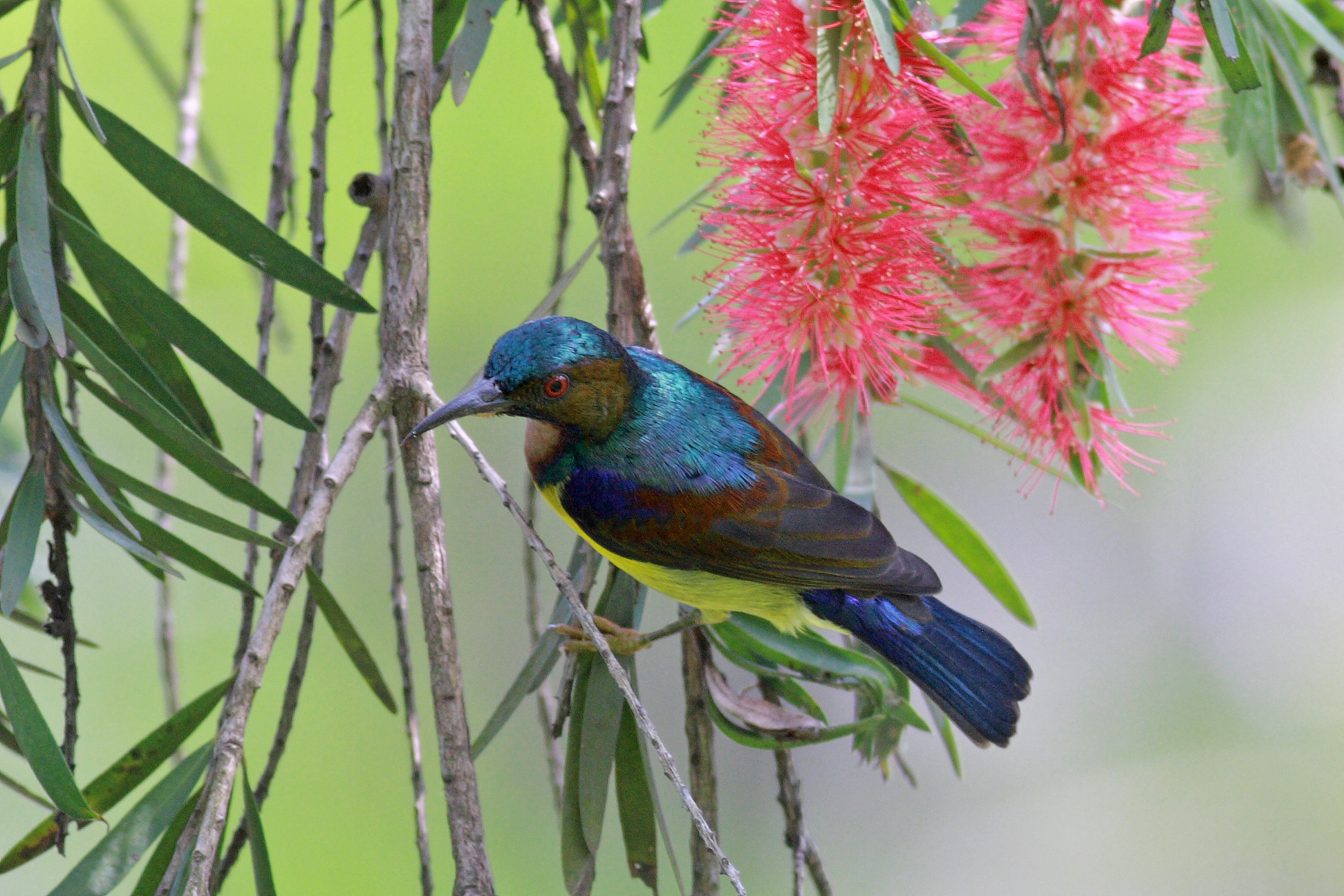
Коричневогорлая короткохвостая нектарница

- Sitta frontalis — чернолобый поползень

### Нектарницевые—Nectariniidae
- Chalcoparia singalensis — карминнощёкая нектарница
- Anthreptes malacensis — коричневогорлая короткохвостая нектарница
- Anthreptes rhodolaema — красногорлая короткохвостая нектарница
- Anthreptes simplex — простая короткохвостая нектарница
- Hypogramma hypogrammicum — синезатылочная нектарница
- Leptocoma calcostetha — медногрудая нектарница
- Leptocoma sperata — манильская нектарница
- Cinnyris jugularis — желтогорлая нектарница
- Arachnothera chrysogenys — желтощекая нектарница-пауколовка
- Arachnothera crassirostris — толстоклювая нектарница-пауколовка

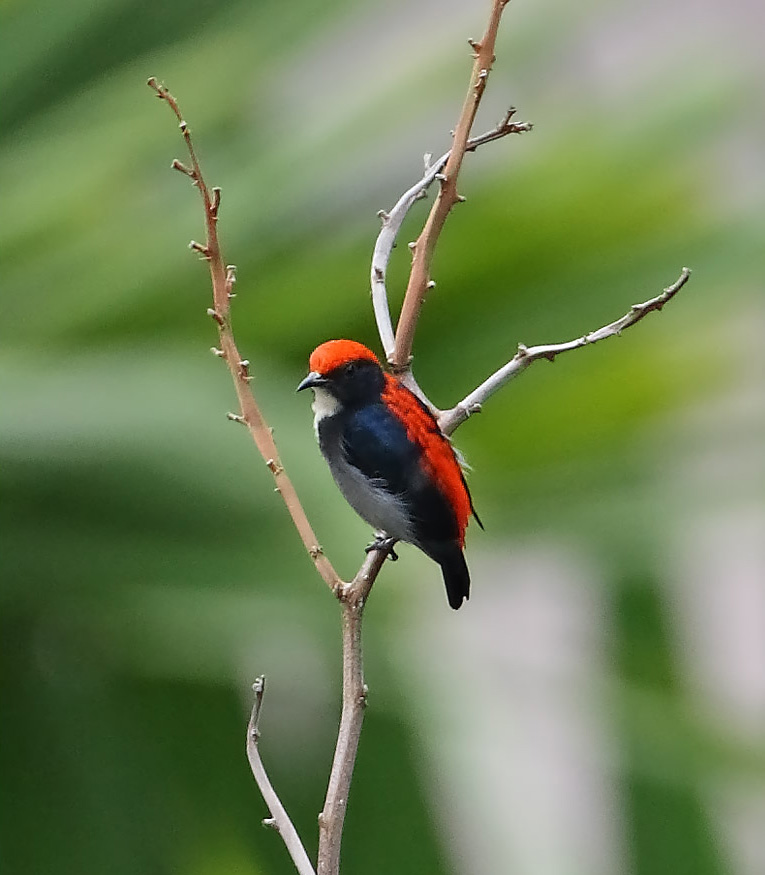
Алый цветосос

- Arachnothera flavigaster — большая желтощекая нектарница-пауколовка
- Arachnothera longirostra — белогорлая нектарница-пауколовка
- Aethopyga siparaja — желтоспинная острохвостая нектарница
- Arachnothera robusta — длинноклювая нектарница-пауколовка

### Цветоедовые—Dicaeidae
- Prionochilus maculatus — желтогрудый цветосос
- Prionochilus percussus
- Prionochilus thoracicus — красногрудый цветосос
- Prionochilus xanthopygius — желтобёдрый цветосос
- Dicaeum chrysorrheum — желтозадый цветосос
- Dicaeum concolor — одноцветный цветосос
- Dicaeum cruentatum — алый цветосос
- Dicaeum everetti — буроспинный цветосос
- Dicaeum trigonostigma — рубиногорлый цветосос

### Белоглазковые—Zosteropidae
- Zosterops everetti — серогрудая белоглазка

### Иволговые—Oriolidae
- Oriolus chinensis — китайская черноголовая иволга

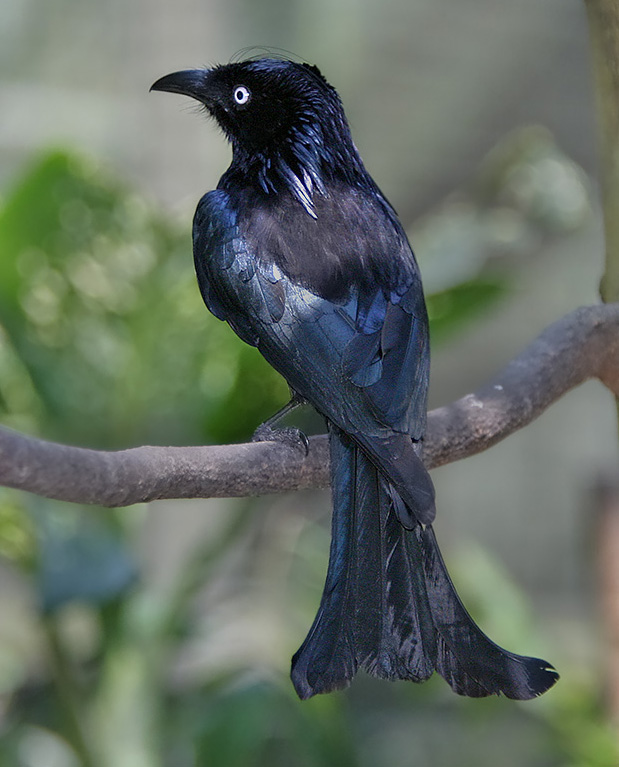
Волосатый дронго

- Oriolus cruentus — малиновогрудая иволга

- Oriolus xanthonotus — пестробокая иволга

### Иреновые—Irenidae
- Irena puella — голубая ирена

### Сорокопутовые—Laniidae
- Lanius cristatus — сибирский жулан

### Лесные сорокопуты—Prionopidae
- Tephrodornis gularis — бурохвостый древесный личинкоед
- Philentoma pyrhoptera
- Philentoma velata

### Дронговые—Dicruridae
- Dicrurus hottentottus — волосатый дронго
- Dicrurus leucophaeus — серый дронго
- Dicrurus paradiseus — райский дронго

### Ласточковые сорокопуты—Artamidae
- Artamus leucorynchus — белобрюхий ласточковый сорокопут

### Щетинковые сорокопуты—Pityriaseidae

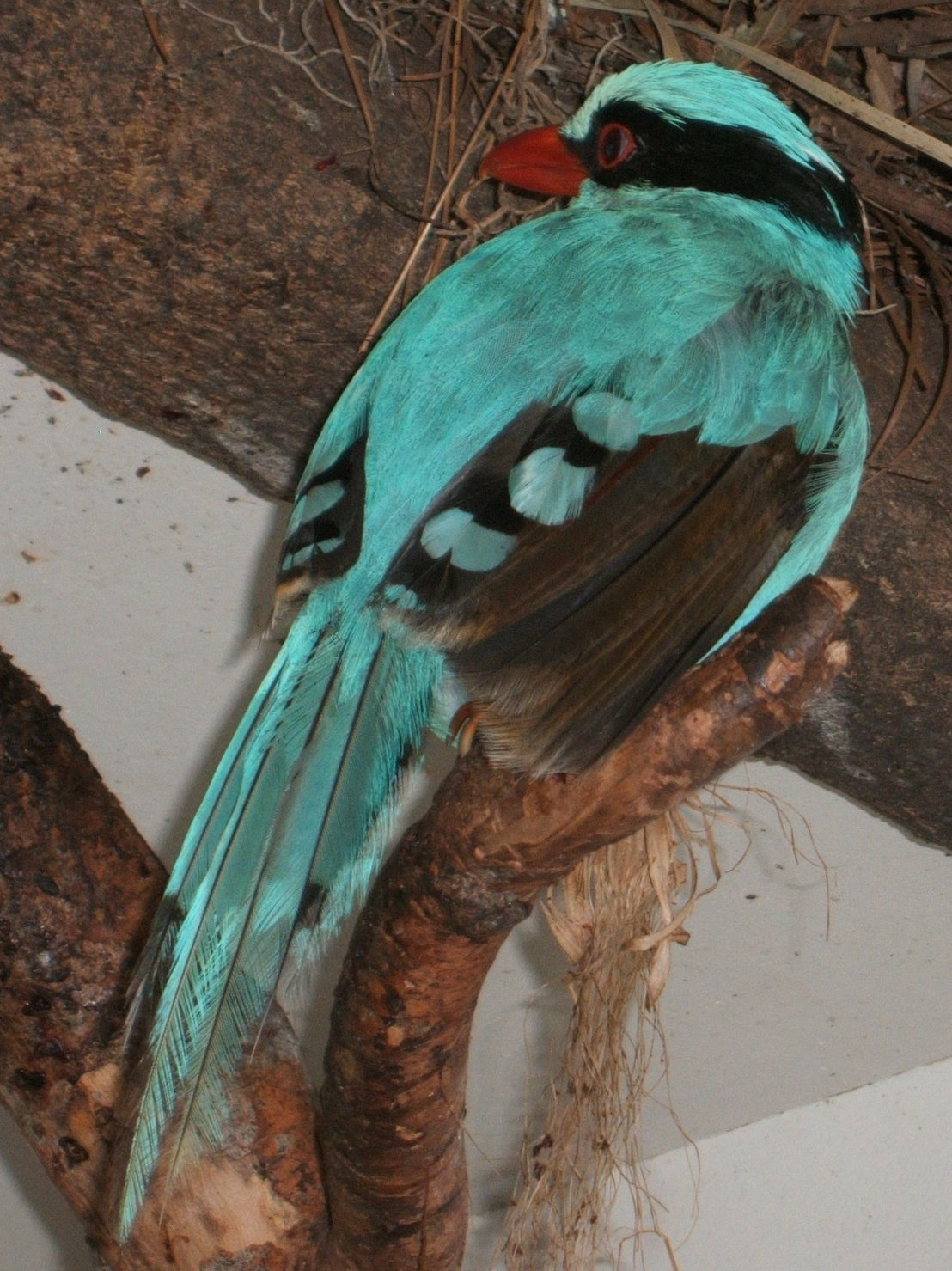
Зелёная цисса

- Pityriasis gymnocephala — щетинковый сорокопут

### Врановые—Corvidae
- Platylophus galericulatus — хохлатая малайская сойка
- Platysmurus leucopterus — траурная сорока
- Cissa chinensis — зелёная цисса
- Cissa thalassina — короткохвостая цисса
- Corvus enca — малый ворон

### Скворцовые—Sturnidae
- Aplonis panayensis — азиатский блестящий скворец
- Gracula religiosa — священная майна
- Acridotheres cristatellus — хохлатая майна
- Sturnus nigricollis — черношейный скворец
- Sturnia philippensis — краснощёкий скворец

### Вьюрковые ткачики—Estrildidae
- Erythrura hyperythra — бамбуковая попугайная амадина
- Erythrura prasina — длиннохвостая зелёная попугайная амадина
- Lonchura fuscans — коричневая амадина
- Lonchura leucogastra — белобрюхая амадина

### Овсянковые—Emberizidae
- Emberiza aureola — дубровник
- Emberiza melanocephala — черноголовая овсянка

### Воробьиные—Passeridae
- Passer montanus — полевой воробей